# 이괄
이괄(李适, 1587년 ~ 1624년 2월 14일)은 조선 중기의 무신, 군인, 정치인이다. 본관은 고성, 자(字)는 백규(白圭)이다.

## 이력
선조 때이던 1606년에 무과 급제하여 태안군수를 역임하고, 1622년(광해군 14) 함경도 병마절도사로 부임하기 직전, 인조반정에 가담했다. 인조 반정 거사 도중 기밀이 누설되자 후퇴한 김류, 이귀 등을 대신하여 반정군을 인솔하여 반정이 성공하게 했고 후금과의 국경 분쟁이 잦자 성책을 쌓고 국경을 경비했다. 인조반정을 성공시키는 데 주도적 역할을 하였으나, 2등공신에 책록되어 불만을 가졌다. 그러나 후금과의 전투를 위해 평안도병마절도사로 부임했으나 서인 공신들의 비판을 받게 된다. 논공행상에서 2등 공신으로 밀려난 것과 아들 전이 공신들의 횡포로 인한 시정의 문란을 개탄해 반역의 무고를 받자 공신들에 대한 적개심이 폭발, 기익헌, 한명련 등을 포섭하여 난을 일으켰다. 반란 초기 서울을 점령하는 등 기세를 올렸으나 서울 입성 2일 후 관군에게 패퇴한 뒤, 부하에게 암살되었다.

## 생애

### 가계
이괄은 경기도 여주군 여주읍에서 태어났다. 용헌 이원(李原)의 증손 이육(李育)의 현손이다. 이육은 안기도 찰방(安奇道 察訪)을 지냈으나 1498년(연산군 4년)의 무오사화로 큰형인 쌍매당 이윤(雙梅堂 李胤)과 둘째 형 만헌 이주(忘軒 李胄)가 연루되자 벼슬을 버리고 경상북도 청도로 낙향했다.
그 뒤 아버지의 대에 경기도 여주군에 정착하였다. 그는 무예뿐 아니라 글을 잘 하고 글씨를 잘 써서 명성이 있었다.

### 초기 관료 생활
선조 때 무과에 급제하여 선전관이 되었다. 1599년(선조 32년) 선전관으로 재직 중 그해 윤 4월 9일 중국 명나라의 장수 유 제독(劉提督) 휘하의 항왜를 추격하여 사로잡아 처형하였다. 유 제독 휘하의 항왜가 독약을 잘 만들자, 좌상 이덕형이 이 항왜를 꾀어내기 위해 사사로이 도감의 초료를 내어 항왜 사야여문(使也汝文) 등에게 주어 꾀어내게 하였다. 그런데 그 항왜가 황해남도 평산(平山)에 이르러 달아나자 제독이 크게 노하여 국왕에게 글을 보내 끝까지 추적하여 잡게 하였기 때문에 부득이 계략으로 잡아 참수하게 하고 그 머리를 보내었다.
1599년 5월 1일 명천 현감(明川縣監)으로 부임하였고, 1603년 내직으로 돌아왔다가 그해 8월 30일 비변사 회의에서 이덕형에 의해 "전에 명천 현감(明川縣監)으로 있었으므로 오랑캐의 정세를 잘 아는데, 이미 대정(大靜)에 제수되었으나 아직 부임하지 않았으니 바꾸어 보낼 수 있습니다. 변장에 마땅한 사람을 얻어 군사를 어루만져 돌보면 적을 막기가 어렵지 않을 것"이라는 이유로 변방에 천거되었다.
그러나 1603년(선조 36) 11월 이신(李愼)의 후임으로 대정현감으로 부임하였다. 그 뒤 1606년 11월 4일 형조좌랑에 임명되었으나 그해 12월 28일 간원으로부터 나이 어린 무관(武官)으로 범람한 짓을 많이 저질렀다는 이유로 탄핵을 받고 파직되었다.
1607년(선조 40년) 3월 14일 태안군수를 지냈고, 그해 9월 경성 판관(鏡城判官)으로 부임하였다.

### 광해군 시절
1610년 고령군수, 그해 10월 영흥 부사(永興府使) 등을 지냈다. 그 뒤 1616년(광해군 8년)에 제주목사가 되어 3년간 근무했다. 1617년 허락 없이 군량과 무기를 조성하였다는 이유로 우부승지 이원(李瑗)의 탄핵을 받았으나 왕이 무마시켰다.
포도대장을 지내고 1622년(광해군 14년) 12월 16일 함경북도 병마절도사에 임명되었다. 부임하기에 앞서 김유 · 이귀 등이 그의 재주와 지혜가 많음을 인정하고 반정의 비밀계획을 알려왔다. 이괄은 당초 이들의 요청을 거부하였으나 함경북도 병마절도사에 부임하여 있을 때 신경진의 아우 신경유(申景裕)가 협박하다시피 권유하므로 그를 따라 상경, 1623년(광해군 14년)에 이귀, 김유 등의 반정세력과 합류하여 인조반정에 가담하였다.

### 인조 반정
1623년(광해군 15년) 4월 11일(음력 3월 12일), 인조반정 당일에 능양군을 주축으로 해서 반정군을 지휘해야 할 김자점이 예정 시각에 도착하지 않자 자신이 반정군을 진두지휘하여 이를 성사시켰다. 거사하던 날 부서를 나누는 등 온갖 계획을 도맡아 하였으나 인조반정 모의가 알려지자 김유와 이귀 등은 반정군과 아무런 관련이 없는 것처럼 행세하였다. 이괄은 바로 병사를 이끌고 한성부를 수색하여 광해군을 체포한다.
사실 인조반정은 이괄의 과단성이 없었으면 성공하지 못했을 쿠데타였다. 반정군의 대장을 맡기로 한 김유는 정보가 누설되었다는 소식을 듣자 거사 장소에 나타
나지 않고 자신의 무관함을 보이기 위해 집에서 근신하고 있었다. 이괄이 대신 대장을 맡아 군사를 움직이자 김유는 그제서야 뒤늦게 현장에 나타나 반정에 합류했다.

### 논공행상에서의 불만
이괄은 인조반정을 성공시키는 데 주도적 역할을 하였으나, 2등공신에 책록되자 불만을 가졌다. 포도대장을 지낸 뒤 한성부 판윤이 되었다가 얼마 후 후금과의 국경분쟁이 인조의 핵심 현안으로 떠오르자 평안도 병마절도사 겸 부원수로 임명되어 영변에 출진, 성을 쌓고 국경지대를 수비하는데 총력을 기울였다.
훈록(勳錄)에 있어서 김유보다 낮은 2등에 책록되자 사람들도 억울하다 하였다. 그 뒤 이귀가 최종적으로 훈록을 결정하는 자리에서 '반정하던 날 이괄의 공적이 많았다' 고 역설하였으나 김유의 고집으로 2등 공신에 한성 판윤이 제수되었다가 곧이어 평안도 지방에 오랑캐의 침입이 염려된다는 이유로 평안 병사 겸 부원수로 전출되었다. 그 이후에도 그는 평소 반정에 공이 컸음에도 불구하고 직위가 낮아 속으로 원망을 품었다고 전해진다.(학계에서는 이것을 이괄을 폄하하려는 사대부들의 왜곡이라 추측하기도 함) 특히, 그는 김유 등의 기회주의적인 성격에 큰 불만을 품었다고 한다.
서인 내부에서 주도권 다툼에서 밀린 이괄은 중앙의 서인들이 자신을 역모로 몰아가려 하자 인조가 즉위한 지 10개월 만에 반란을 일으켜 서울로 진군했다. 반정이 성공할 수 있게 한 가장 큰 공로자는 이괄임에도 불구하고 그는 논공행상에서 이등 공신으로 밀린 후 외직으로 축출되었다. 중앙의 서인들은 이에 만족하지 않고 이괄을 역모로 몰았다. 문희, 이우 등이 이괄의 아들 등과 짜고 반란을 일으키려 한다며 인조에게 고해 그의 아들을 잡아가려 하자 그는 반란을 일으켜 이에 반발한 것이었다.

### 이괄의 난
1624년(인조 2년) 1월 아들 이전이 지식층과 사귀다가 공신들의 횡포로 인한 시정의 문란을 개탄한 것이 과장되어, 반역의 무고를 받고 영변의 군영에 금부도사 고덕률(高德律)·심대림(沈大臨), 선전관 김지수(金芝秀), 중사(中使) 김천림(金天霖) 등이 당도하였다. 이후 1월말 대간에서 이괄에 대한 탄핵 역시 계속되었다. 아들이 역모내통이라는 억울한 누명을 쓰고 체포되자 무능하고 의심 많은 공신들에 대한 적개심이 폭발, 금부도사 등을 죽인 뒤 잠복부대를 파견하여 자신의 아들과 임진왜란 때의 의병장이었던 한명련 등을 구출하고 난을 일으켰다. 곳곳에서 관군을 대파한 그의 군대는 마침내 한성까지 점령, 흥안군을 임금으로 추대하였다.
하지만 이 과정에서 한성에 있던 부인과 장인 이방좌, 아우 이돈이 능지처참을 당하는 비극을 겪었다.
정충신과 이중로가 이끄는 관군을 거듭 격파한 이괄의 반란군은 임진강 나루터에서 관군을 다시 격파하고 서울 진입을 눈앞에 두게 되었다. 서울 함락이 눈앞에 닥치자 인조와 서인 정권은 공주로 피난하기로 결정했다. 임진왜란 때 서울을 버리고 도망한 지 불과 30년 만의 일이었다. 반정 세력 끼리 내분이 일어나 나라를 또 한번 혼란의 도가니로 몰아넣은 것이었다. 이괄은 군사를 일으킨 지 19일 만에 서울을 점령하고 선조의 서자 흥안군을 왕으로 옹립하면서 새 정권을 수립했다. 인조반정이 일어난 지 1년이 안되어 새로운 정권이 들어선 것이었다.

### 패배와 처형
파죽지세로 진격하던 그의 군대는 안령에서 도원수 장만이 이끄는 토벌군에게 참패, 이천 묵방리로 퇴각했다가 부장이던 이수백, 기익헌(奇益獻) 등에게 살해당하고 시신을 능지처참하여 육신을 전국 팔도 보네어 목이 잘려 수급은 인조가 피난해 있던 공주로 보내져 효시(梟示)되었다.
사후 그의 형제의 손자인 이복령(李福齡)이 구사일생으로 살아남았는데, 이때 이복령은 숙모인 진주강씨(晋州姜氏)의 강보에 싸여 서해안으로 탈출한다. 진주강씨는 어린 이복령을 데리고 충청남도 서산군 해미를 거쳐 태안에 숨어 살게 되었다.
이후 이괄과의 가까운 관계 때문에 후손들은 조선시대 내내 고성이씨(固城李氏)라는 성씨를 사용하지 못하고 진주이씨(晋州李氏)로 본관을 숨기고 생활하다가 대한제국 멸망 후에 고성 이씨로 환원하였다.

### 사후
그는 무과 출신이었으나 문장과 서예에도 능하였다. 그러나 이괄의 난이 실패로 돌아가고 그 역시 역모로 몰려 단죄되면서 그의 작품과 저술 중 대부분은 사라졌다.
이후 이괄의 이름은 그의 아버지와 함께 문중의 족보에서 빠졌다가 1930년 이후 다시 실리게 되었다. 이때 그의 친족으로 일찍 죽은 이응태에 관한 기록까지 추가로 발견되면서 400년 만에 발견된 미이라에 대한 자료로 연구 중에 있다.

## 평가
19살이라는 너무 어린 나이에 과거에 급제한 데다가 어느정도 준수한 능력까지 갖고 있었지만 이게 시너지 효과를 일으켜 되려 독이 되었는데 이 때문에 이괄의 눈에는 세상이 너무 쉬워 보였다. 인조반정을 주도해서 광해군을 폐위시키는 데 상당한 공을 세웠음에도 다른 인조반정 공신들에 비해 나이가 심하게 젊고 이 때문에 모든 것을 종합해서 2등공신에 책록되자 이괄은 혈기를 이기지 못하고 불만을 품었고 결국 이것이 원인이 되어 이괄의 난을 일으켰다.
공신 책봉에서 너무 어린 인물이, 게다가 너무 일찍 관직에 진출한 인물이 너무 높은 공신에 책록되면 해당 인물은 더욱 자만하고 오만방자해지며 다른 공신들의 불만이 매우 높아질 가능성이 생기기 때문이다. 실제로도 인조 반정공신 중에서 김류와 신경진은 둘 다 이괄보다 10살 이상 연상이었으며 심지어 이귀는 그 나이가 이괄에게는 아버지뻘이었다. 다만 김자점은 그나마 이괄과 나이가 비슷했으나 그 대신 김자점은 이괄보다 늦게 관직에 올랐기에 세상을 그 정도로까지 쉽게 보는 마인드는 없었다. 이괄이 능력과 공훈이 상당하지만 관록이 없다는 결함을 보완할 필요가 있었으며 그래서 이괄을 처음부터 높은 공신에 책록하지 않고 일부러 진급할 여지를 남겨두었지만 이괄은 자기가 최고라고 생각하는 마인드를 버리지 못하고 이에 대해 노골적으로 불만을 품었다.
이에 비해 김류와 신경진은 둘 다 인조반정 시점에서 이미 이괄에 비해 관록을 상당히 많이 쌓은 상태인 데다가 둘 다 조선에서 이름높은 장수의 아들들이기까지 했는데 김류는 김여물의 아들이며 신경진은 한 술 더떠서 조선 최고의 맹장이라 불리던 신립의 아들이다.
이괄의 성격이 긍정적인 성격이었더라면 평안도에 부원수로 봉해져서 부임하는 것에 대해 '임금님께서 나에게 관록을 쌓게 해주시는 구나'라고 생각하고 넘어갈 수 있었으나 이괄은 지나치게 세상을 쉽게 여겼고 '부원수'라는 결코 낮지 않은 관직을 낮은 관직으로 여길 정도로 이괄의 눈은 하늘 높은 줄 모르고 치솟아 있는 상태였다. 그리고 그 이괄의 지나치게 높아져 버린 안목은 그를 죽음으로 몰고 갔다. 이는 오늘날로 따지면 마치 본인이 지상작전사령관이 되었음에도 불구하고 그 '지상작전사령관'이라는 보직을 분대장 같은 병졸 보직처럼 여긴 것이나 다름없다.
이는 무려 46살이나 되어서야 과거에 급제한 권율과 대조되는 인생으로 이괄은 지나치게 어린 나이에 관직에 오른 것이 되려 이괄 본인의 혈기를 부추겼고 그게 원인이 되어 자멸했다. 다만 이일이 능력마저 무능한 것과는 달리 이괄은 어느 정도 능력은 갖추고 있었다. 관록을 쌓지 못한 것이 상당히 아쉬운 인물이 바로 이괄이다.

## 가족 관계
- 아버지 : 이제(李磾)
- 어머니 : 동래 정씨(東萊 鄭氏), 정순하(鄭淳蝦)의 딸
  - 형 : 이윤(李胤)
  - 형 : 이주(李胄)
  - 동생 : 이돈(李遯)
- 부인 : 광주 이씨(廣州 李氏), 이방좌(李邦佐)의 딸
  - 아들 : 이전(李栴)
  - 며느리 : 계이(季伊, ? - 1624년 2월 6일)
- 장인 : 이방좌(李邦佐, ? - 1624년 2월 4일)
- 친족 : 이응태(1556년 - 1586년)

## 관련 작품

### 드라마
- 서궁 - (KBS, 1995년, 배우:박승규)
- 화정 - (MBC, 2015년, 배우:유하복)

### 웹툰
- 칼부림

### 시사 교양
- 천일야사 - (채널A, 2015년, 배우:박재현)

## 기타
- 고령군수와 영흥부사로 재직할 때 본래 일 처리하는 솜씨를 가지고 있었다는 칭찬을 들었다.
- 이귀가 인조반정 후 논공행상을 논하는 자리에서 이괄의 공로가 적지 않았음을 주장했다고 전해진다.

## 같이 보기
| - 강홍립 - 기자헌 - 김경징 - 김류 - 김자점 - 소현세자 - 송시열 - 신경진 - 신경희 - 심기원 | - 영창대군 - 이괄의 난 - 이귀 - 이서 - 이원익 - 이이첨 - 인목왕후 - 인조반정 - 임경업 - 임해군 | - 정인홍 - 조선 광해군 - 조선 인조 - 조선 효종 - 한명련 - 흥안군 |

## 관련 서적
- 박홍갑 외, 고성이씨 가문의 인물과 활동 (일지사, 2010)

## 참고 문헌
- 광해군 일기
- 인조실록
- 연려실기술
- 국조보감